# کولبوردولو
کولبوردولو (به ایتالیایی: Colbordolo) یک کومونه در ایتالیا است که در استان پزارو و اوربینو واقع شده‌است.

## خصوصیات
کولبوردولو ۲۷٫۴ کیلومترمربع مساحت و ۶٬۲۱۷ نفر جمعیت دارد و ۲۹۳ متر بالاتر از سطح دریا واقع شده‌است.